# Эдвард Мордейк
Эдвард Мордейк (англ. Edward Mordake); также Эдвард Мордрейк (англ. Edward Mordrake; 1887 — 1910) — персонаж городской легенды, наследник пэра Англии в XIX веке, якобы имевший дополнительное лицо позади головы, которое не могло есть или говорить, но было способно смеяться и плакать. Несчастный умолял докторов удалить свою вторую «демоническую голову», так как она нашёптывала ему ужасные вещи по ночам, однако ни один из докторов не решился на такую операцию. В возрасте 23 лет Эдвард совершил самоубийство. Его физический недуг схож с тем, что был у Цзянь Цзы-пина (англ. Chang Tzu Ping) и Паскаля Пинона.
И Пинон, и Мордрейк представлены как «два очень особых случая» в списке Десяти людей с дополнительными конечностями или пальцами в «Книге Списков» издания 1977 года (которая также содержит списки «правдоподобных» случаев самовозгорания или контактов с НЛО).
Первым известным упоминанием о Мордейке является статья «Чудеса современной науки» в газете «Бостон-Пост» за 1895 год, автором которой был писатель-фантаст Чарльз Лотин Хилдрет. В ней он упомянул Мордейка в числе других людей с физическими уродствами, чьи описания Хилдрет якобы нашёл в старых отчётах некого «Королевского научного общества». Какое-либо существование общества с таким названием нигде не подтверждено, а статья Хилдрета сегодня расценивается как не более чем выдумка для привлечения читателей.

## Аномалии и курьёзы медицины
Существует книга «Аномалии и курьёзы медицины», изданная в 1896 году. В ней зафиксирован один необычный случай.
Эдвард Мордрейк родился с двумя лицами. По словам самого Эдварда, он — наследник одной из самых влиятельных семей Англии. Все знакомые отзывались о нём как о ярком человеке. Друзья говорили, что он был одарен Божьей благосклонностью, а еще хорошо играл на разных музыкальных инструментах. Те, кто был знаком с Эдвардом Мордрейком, говорят, что он обладал очень красивым лицом, но только спереди. Сзади, на затылке, он имел другое лицо, которое словно источало зло и было весьма уродливо.
Такая патология называется «Craniopagus parasiticus». Это может произойти в случае, когда в одном теле срастаются черепа двух сиамских близнецов. Этот человек предпочитал уединение, даже отказался от того, чтобы его посещали члены его семьи.
Показания свидетелей говорят о том, что второе лицо никогда не произносило ни слова и никогда не употребляло пищу. В то же время глаза второго лица внимательно следили за всеми окружающими, оно могло также выражать некоторые эмоции: улыбаться или хмуриться. Губы на втором лице Эдварда Мордрейка двигались, не переставая тараторить. Часто второе лицо изображало эмоции, противоречивые первому, например, когда Эдвард плакал, второе лицо чему-то радовалось.
В то время, когда окружающие люди никогда не слышали и слова, произносимого вторым лицом, Эдвард клялся, что часто просыпался от того, что второе лицо что-то шепчет. По словам мужчины, он не один раз просил хирургов удалить его второе лицо, готов был на сложнейшую операцию. Он утверждал, что его «злое» лицо в ночное время нашептывает ему дьявольские слова.
Опасаясь летального исхода, ни один из врачей не решался на операцию такого рода. В возрасте 23 лет он покончил жизнь самоубийством, выстрелив в своё второе лицо. И это несмотря на то, что он все время находился под бдительным присмотром врачей. После того, как он скончался, близкие нашли письмо, в котором покойный просил до его похорон удалить его «демоническое» лицо. Он просил об этом для того, чтобы «оно не продолжало свой ужасный шёпот в моей могиле».

Иная же просьба мужчины была исполнена: его похоронили на пустыре, а надгробный памятник установлен не был. Исполнили ли врачи его просьбу по удалению второго лица, никто не знает.

## Образ в массовой культуре
- Том Уэйтс написал песню[4] об Эдварде Мордрейке под названием «Бедный Эдвард» для своего альбома Alice[5]. На русском языке перепета группой «Billy’s Band» на альбоме «Парижские сезоны» (2003).
- В 5 эпизоде мультсериала "Южный Парк", "Слон занимается любовью со свиньёй", в спецавтобусе для детей с отклонениями можно заметить ребёнка похожего на Эдварда Мордрейка.
- Персонаж Эдвард Мордрейк появляется в 2014 году в 4-м сезоне «Американской истории ужасов» (сыгран Уэсом Бентли). По сюжету, Мордрейк является духом, забирающим с собой тех, кто осмелился давать представление в день Хэллоуина[6].
- Эдварду Мордрейку посвящена песня группы SCROWS — «Ed», выпущенная в августе 2019 года.
- У группы Girl Band в 2019 году вышла песня «Shoulderblades»[7], в которой часто повторяется фраза «like a hat for Ed Mordake», которая дословно означает «словно шляпа для Эда Мордрейка». По сюжету этого клипа персонаж, находясь один в комнате, страдает от своих же действий, чем доводит себя до травмы головы. Для реализации замысла «доведения себя до критической точки» был использован один из видов современного танца.
- В фильме «Гарри Поттер и философский камень» (2001) профессор Квиринус Квиррелл прятал под тюрбаном живое лицо Волан-де-Морта.